# Jessica Tandy
 (janvier 2022).
Si vous disposez d'ouvrages ou d'articles de référence ou si vous connaissez des sites web de qualité traitant du thème abordé ici, merci de compléter l'article en donnant les références utiles à sa vérifiabilité et en les liant à la section « Notes et références ».
Pour les articles homonymes, voir Jessica et Tandy.
Jessica Tandy est une actrice britannique, née le 7 juin 1909 à Londres au Royaume-Uni et morte le 11 septembre 1994 à Easton dans le Connecticut aux États-Unis.

## Biographie
Jessica Alice « Jessie » Tandy est née le 7 juin 1909 et est décédée le 11 septembre 1994. Actrice d'origine britannique, elle passe la plupart de sa carrière, plus de 67 ans, aux États-Unis. Elle apparaît dans plus de 100 productions théâtrales et a plus de 60 rôles au cinéma et à la télévision.
Née à Londres d'une mère qui est directrice d'une école d'enseignement spécial pour enfants handicapés et d'un père vendeur ambulant.  Elle étude l'art dramatique  à la Ben Greet Academy de Londres.  Sa première apparence sur la scène londonienne a lieu dans la pièce The Rumour en 1929 et à New York dans The Matriarch en 1930.  
Durant les années 1930, elle apparaît dans un grand nombre de pièces de théâtre dans le West End de Londres, en jouant des rôles tels que Ophélia dans Hamlet face à John Gielgud, et Katherine dans Henry V face à Laurence Olivier. Pendant la même décennie, elle joue également dans un grand nombre de films britanniques.

Jessica Tandy a été initialement mariée à l'acteur britannique Jack Hawkins dont elle divorcera en 1940, avec qui elle a une fille, Susan Hawkins, née en 1934.  Elle déménage alors à New York, où elle rencontre l'acteur canadien Hume Cronyn. Jessica Tandy épousera Cronyn en 1942. Il deviendra un partenaire fréquent sur scène et à l'écran. Ensemble, ils ont deux enfants : une fille Tandy Cronyn et un fils Christopher Cronyn. Jessica Tandy devient citoyenne américaine en 1954.

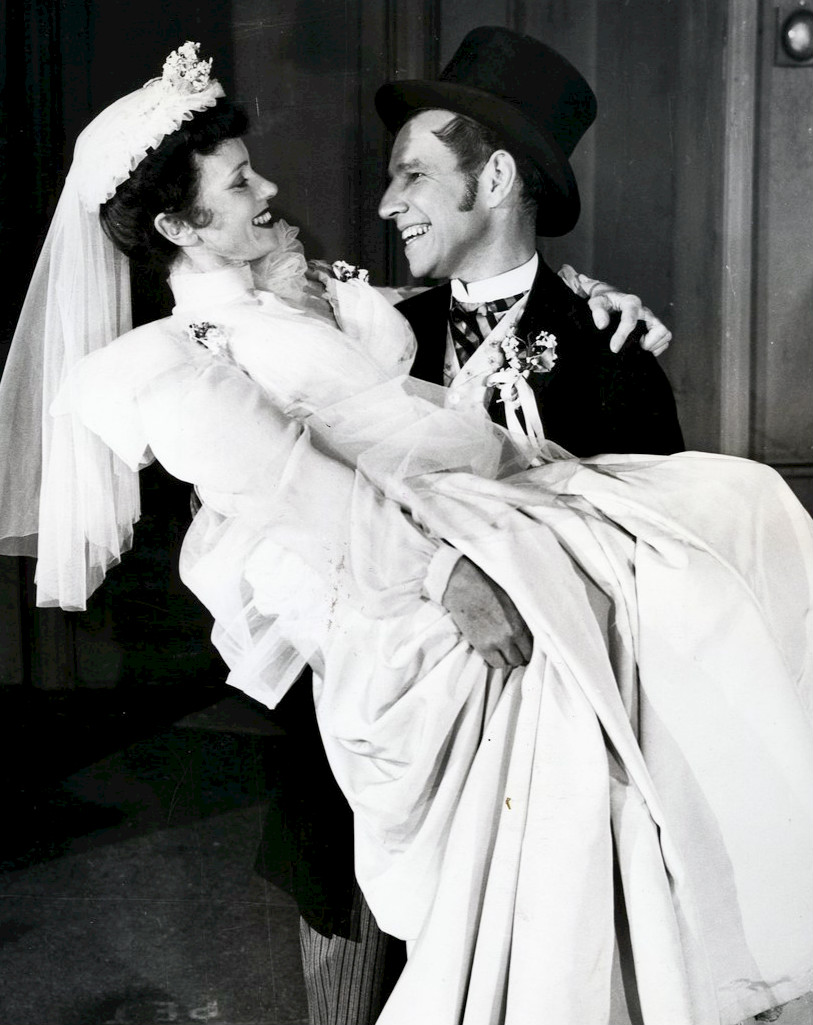
Jessica Tandy et Hume Cronyn dans la pièce The Fourposter, Broadway, 1951.

En 1948, elle est nommée pour le Tony Award de la meilleure actrice dans une pièce pour son interprétation de Blanche DuBois dans la production de Un tramway nommé Désir à Broadway. Elle est alors en compétition avec Katharine Cornell (qui tient le premier rôle féminin dans Antoine et Cléopâtre) et Judith Anderson (pour l'incarnation de Médée dans la pièce éponyme d'Euripide), laquelle remporte le prix.
Au cours des trois décennies suivantes, sa carrière se poursuit de manière saccadée, mais elle obtient cependant le rôle de Lydia Brenner dans le film d'horreur Les Oiseaux (1963) d'Alfred Hitchcock. Au théâtre, sa performance dans The Gin Game (1977) lui vaut un premier Tony Award. Avec son mari Cronyn, elle fait partie de la troupe locale du Théâtre Guthrie dans laquelle elle s'investit.

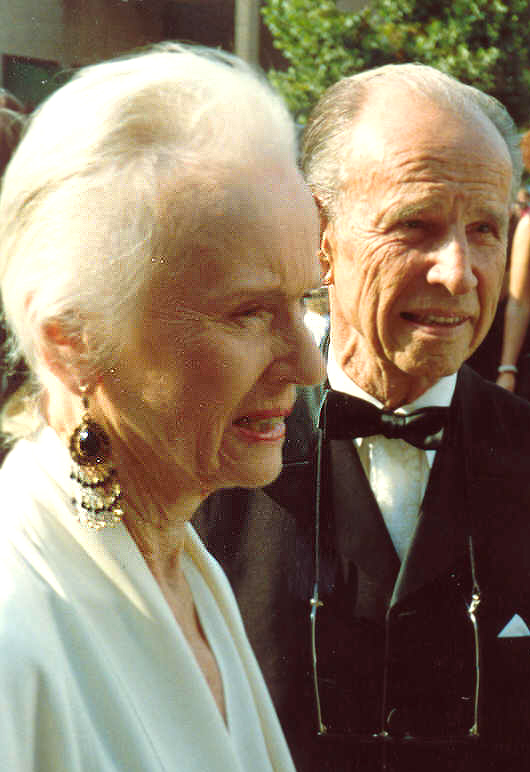
Jessica Tandy et Hume Cronyn en août 1988

Au milieu des années 1980, sa carrière renaît. Elle apparaît avec son mari Hume Cronyn dans Foxfire (1983), pièce écrite par son mari et montée à Broadway, et remporte son second Tony Award. Quatre ans plus tard, elle adapte elle-même cette œuvre pour la télévision et reçoit un Emmy Award pour son interprétation du personnage d'Annie Nations. Durant ces années, elle est également apparue dans quelques films, dont Les Bostoniennes (The Bostonians, 1984) de James Ivory et Cocoon (1985) de Ron Howard, également avec Cronyn pour ce dernier.
Elle devient, en 1989, l'actrice la plus âgée à recevoir l'Oscar de la meilleure actrice, pour son rôle dans Miss Daisy et son chauffeur (Driving Miss Daisy), pour lequel elle remporte également un BAFTA et le Golden Globe de la meilleure actrice dans un film musical ou une comédie. En 1992, elle est nommée pour l'Oscar de la meilleure actrice dans un second rôle pour Beignets de tomates vertes (1991). Au plus fort de sa célébrité, elle est considérée comme l'une des «50 plus belles personnes» par le magazine People.
Elle continue à travailler jusque peu avant sa mort, des suites d'un cancer de l'ovaire diagnostiqué en 1990.

## Filmographie
- 1932 : The Indiscretions of Eve : Maid
- 1938 : Murder in the Family : Ann Osborne
- 1938 : Glorious Morning (téléfilm)
- 1939 : Fiat Justitia (téléfilm)
- 1939 : Fox in the Morning (téléfilm) : Barbara Scott
- 1944 : La Septième Croix (The Seventh Cross) de Fred Zinnemann : Liesel Roeder
- 1944 : Blonde Fever : Diner at Inn
- 1945 : La Vallée du jugement (The Valley of Decision) : Louise Kane
- 1946 : Les Vertes Années (The Green Years) de Victor Saville : Kate Leckie
- 1946 : Le Château du Dragon (Dragonwyck) : Peggy O'Malley
- 1947 : Ambre (Forever Amber) d'Otto Preminger : Nan Britton
- 1948 : Vengeance de femme (A Woman's Vengeance) : Janet Spence
- 1950 : Les Amants de Capri (September Affair) : Catherine Lawrence
- 1951 : Le Renard du désert (The Desert Fox: The Story of Rommel) : Frau Lucie Marie Rommel
- 1954 : The Marriage (série télévisée) : Liz Marriott
- 1957 : Alfred Hitchcock Présente - The Glass Eye (série télévisée) : Robert Stevens
- 1958 : Lueur dans la forêt (The Light in the Forest) : Myra Butler
- 1959 : The Moon and Sixpence (téléfilm) : Blanche Stroeve
- 1962 : Aventures de jeunesse (Hemingway's Adventures of a Young Man) : Mrs. Adams
- 1963 : Les Oiseaux (The Birds) : Lydia Brenner
- 1974 : Butley : Edna Shaft
- 1981 : Honky Tonk Freeway de John Schlesinger : Carol
- 1981 : The Gin Game (téléfilm) : Fonsia Dorsey
- 1982 : Le Monde selon Garp (The World According to Garp) : Mrs. Fields
- 1982 : La Mort aux enchères (Still of the Night) : Grace Rice
- 1982 : Best Friends, de Norman Jewison : Eleanor McCullen
- 1984 : Les Bostoniennes (The Bostonians) : Miss Birdseye
- 1985 : Cocoon : Alma Finley
- 1987 : Foxfire (téléfilm) : Annie Nations
- 1987 : Miracle sur la 8e rue (Batteries not included) : Faye Riley
- 1988 : Une femme en péril (The House on Carroll Street) : Miss Venable
- 1988 : Cocoon, le retour (Cocoon: The Return) : Alma Finley
- 1989 : Miss Daisy et son chauffeur (Driving Miss Daisy) : Daisy Werthan
- 1991 : The Story Lady (téléfilm) : Grace McQueen / Granny Goodheart
- 1991 : Beignets de tomates vertes (Fried Green Tomatoes) : Ninny Threadgoode
- 1992 : 4 New-yorkaises (Used People) : Freida
- 1993 : To Dance with the White Dog (téléfilm) : Cora Peek
- 1994 : Camilla : Camilla Cara
- 1994 : Un homme presque parfait (Nobody's Fool) : Miss Beryl Peoples

## Théâtre
- 1947 : A Streetcar Named Desire (Un tramway nommé Désir): Blanche Du Bois

## Distinctions

### Récompenses
- 1948 : Tony Award de meilleure actrice pour le premier rôle dans la pièce Un tramway nommé Désir (A Streetcar Named Desire) de Tennessee Williams, mise en scène à Broadway par Elia Kazan, où elle incarne Blanche DuBois, avec Marlon Brando dans le rôle de Stanley Kowalski.
- 1990 : Oscar de la meilleure actrice dans Miss Daisy et son chauffeur